# Joaquim Sapinho
Joaquim José Martins Gonçalves Sapinho (Sabugal; 22 d’agost de 1964) és un director de cinema, guionista i productor portuguès. És el fundador i director de la productora independent Rosa Filmes.

## Biografia
Joaquim Sapinho va néixer a la freguesia e concelho de Sabugal, districte de Guarda. Es va formar a l’ Escola Superior de Teatro e Cinema, on fou alumne d’António Reis, Paulo Rocha i Alberto Seixas Santos, i on actualment és professor de l'àrea de realització. Coneixedor del món del cel·luloide, ha treballat com a productor, director de fotografia i guionista. El seu primer llargmetratge, Corte de Cabelo, es va estrenar en 1995. Abans va realitzar alguns documentals per a la televisió. Amb Corte de Cabelo va participar al Festival Internacional de Cinema de Locarno i va veure la seva pel·lícula nomenada al Lleopard d'Or. El 1993 va fundar, al costat de Luís Correa, la productora Rosa Filmes. Algun temps després, Luís Correa va ser substituït per Amândio Coronado que va col·laborar en diverses pel·lícules i a qui va substituir, en 2003, Maria João Sigalho.
En 2003, Sapinho llança el seu segon llargmetratge, A Mulher Polícia, que va ser triada d'entre prop de 900 pel·lícules per a formar part de la selecció oficial del 53è Festival Internacional de Cinema de Berlín, on faria la seva estrena mundial. Els anys següents, es dedica al seu major projecte fins a la data: Diários da Bósnia. Filmat entre 1996 i 1998 és llançat en 2006. És un documental sobre la Guerra de Bòsnia, les seves greus conseqüències en la població i els anys que van seguir. Es va estrenar al Festival Internacional de Cinema de Busan.
En 2011, llança Deste Lado da Ressurreição, que es va estrenar en el Festival Internacional de Cinema de Toronto, en la secció Visions. Va ser considerada una dels deu millors pel·lícules de l'any per Haden Guest, director del Harvard Film Archive, a la revista Film Comment. En 2018 estrena la pel·lícula História de Uma Surfista, protagonitzada per Francisca Pinharanga, Guilherme Martins, Marta Alves i Teresa Castro.
Sapinho és membre del Consell de Redacció de la Revista Brotéria.

## Filmografia com a director
- À Beira-Mar (1988, curtmetratge)
- Julião Sarmento (1994, documental)
- Corte de Cabelo (1995)
- A Mulher Polícia (2003)
- Diários da Bósnia (2005, documental)
- Deste Lado da Ressurreição (2011)
- História de Uma Surfista (2018)

## Filmografia de Rosa Filmes
- 2018 - Roi Soleil - Dirigida per Albert Serra
- 2017 - A Vida do Avesso - Dirigida per Hugo Martins.
- 2016 – La mort de Lluís XIV - Dirigida per Albert Serra.
- 2015 - And When I Die, I Won't Stay Dead - Bob Kaufman - Dirigida per Billy Woodberry.
- 2014 - Songs From The North - Dirigida per Soon-Mi Yoo.
- 2014 - Outros Amarão As Coisas Que Eu Amei - João Benard Da Costa - Dirigida per Manuel Mozos.
- 2013 - A Vida Invisível - Dirigida per Vítor Gonçalves.
- 2011 - Deste Lado da Ressurreição - Dirigida per Joaquim Sapinho.
- 2011 - O Que Há De Novo No Amor? - Dirigida per Mónica Santana Baptista, Hugo Martins, Rui Santos, Tiago Nunes, Hugo Alves e Patrícia Raposo.
- 2009 - Morrer como um Homem - Dirigida per João Pedro Rodrigues
- 2009 - 4 Copas - Dirigida per Manuel Mozos
- 2005 - Diários da Bósnia - Dirigida per Joaquim Sapinho
- 2005 - Odete - Dirigida per João Pedro Rodrigues
- 2003 - A Mulher Polícia - Dirigida per Joaquim Sapinho
- 2000 - O Fantasma - Dirigida per João Pedro Rodrigues
- 1999 - Glória - Dirigida per Manuela Viegas
- 1999 - Mal - Dirigida per Alberto Seixas Santos
- 1999 - Jorge Molder - Dirigida per José Neves
- 1998 - José Cardoso Pires - Diário de Bordo - Dirigida per Manuel Mozos
- 1998 - Viagem à Expo - Dirigida per João Pedro Rodrigues
- 1997 - Parabéns! - Dirigida per João Pedro Rodrigues
- 1997 - Esta é a Minha Casa - Dirigida per João Pedro Rodrigues
- 1997 - António Lobo Antunes - Dirigida per Solveig Nordlund
- 1997 - Cinema Português? - Dirigida per Manuel Mozos
- 1995 - Corte de Cabelo - Dirigida per Joaquim Sapinho
- 1995 - "Cinéma, de notre temps: Shohei Imamura - Le libre penseur" - Dirigida per Paulo Rocha
- 1994 - Lisboa no Cinema - Dirigida per Manuel Mozos
- 1994 - Julião Sarmento - Dirigida per Joaquim Sapinho
- 1993 - Portugaru San - O Sr. Portugal em Tokushima - Dirigida per Paulo Rocha